# 内山城
内山城（うちやまじょう）は、長野県佐久市内山にあった日本の城（山城）。

## 概要
内山城は、永正年間に大井美作入道玄岑が築城したといわれている。戦国時代の城主は信濃国衆・岩村田大井氏。
甲斐国の武田晴信（信玄）は天文10年から信濃侵攻を開始し、『高白斎記』によれば天文12年（1543年）には信濃長窪城主・大井貞隆は武田方に捕縛された。貞隆の子息・貞清が内山城において抵抗し、天文15（1546年）には武田氏は佐久郡へ侵攻し、同年5月3日には内山城攻めを行う。『高白斎記』によれば、同年5月21日に貞清は降伏し、野沢（佐久市）へ退いた。『高白斎記』によれば、貞清は翌天文16年に武田氏に臣従した。
内山城代には一時大井貞清に任されるが、同年7月18日に武田家臣の上原伊賀守（小山田備中守、虎満）が城代となり（『高白斎記』）、虎満は死去まで佐久郡の郡代を務めている。天文17年（1548年）2月14日には、小県郡上田原における上田原の戦いにおいて武田方を撃退した村上義清は内山城を攻めたが、晴信は諏訪上原城から佐久へ出馬しこれを退けた。
天正10年（1582年）に武田氏が滅亡した後、天正11年（1583年）に徳川家康の麾下依田信蕃らによって攻略され廃城になった。